# Really
Really je druhé studiové album amerického hudebníka JJ Calea. Vydáno bylo roku 1973 společnostmi A&M Records (Spojené království) a Shelter Records (Spojené státy americké). Producentem desky byl Caleův dlouholetý spolupracovník Audie Ashworth. Album obsahuje celkem dvanáct skladeb, přičemž dvě z nich jsou coververze. V hitparádě Billboard 200 se album umístilo na 92. příčce.

## Seznam skladeb
Autorem všech skladeb je JJ Cale, pokud není uvedeno jinak.
1. „Lies“ – 2:56
2. „Everything Will Be Alright“ – 3:15
3. „I'll Kiss the World Goodbye“ – 1:47
4. „Changes“ – 2:25
5. „Right Down Here“ – 3:14
6. „If You're Ever in Oklahoma“ – 2:06
7. „Ridin' Home“ – 2:39
8. „Goin' Down“ (Don Nix) – 3:00
9. „Soulin'“ – 2:19
10. „Playing in the Street“ – 1:51
11. „Mojo“ (Muddy Waters) – 2:29
12. „Louisiana Women“ – 2:56

## Obsazení
- JJ Cale – zpěv, kytara
- Barry Beckett – klavír
- Bill Boatman – kytara
- David Briggs – klavír
- Kenny Buttrey – bicí
- Jimmy Capps – kytara
- Vassar Clements – housle
- Kossie Gardner – varhany
- Mac Gayden – kytara
- Gary Gilmore – baskytara
- Josh Graves – dobro
- Roger Hawkins – bicí
- Bob Holmes – doprovodné vokály
- David Hood – baskytara
- Bill Humble – pozoun
- Jimmy Johnson – kytara
- Jim Karstein – bicí
- Charlie McCoy – harmonika
- Farrell Morris – bicí, perkuse, konga
- Bob Phillips – trubka
- Norbert Putnam – baskytara
- Bob Ray – baskytara
- Norman Ray Bass – saxofon, zpěv
- Don Sheffield – trubka
- George Soulé – bicí
- Robert Tarrant – konga
- Bobby Woods – klavír
- Joe Zinkan – baskytara